# Bokel (Rendsburg)
Bokel település Németországban, Schleswig-Holstein tartományban. Lakosainak száma 599 fő (2023. december 31.). Bokel Groß Vollstedt és Emkendorf községekkel határos.

## Népesség
A település népességének változása:
| Lakosok száma | 497  | 644  | 588  | 583  | 600  | 602  | 599  |
|               | 1975 | 2014 | 2017 | 2019 | 2021 | 2022 | 2023 |